# Спортивні споруди Дніпра

## Стадіони
- Дніпро-Арена (вул. Херсонська, 7)
- Локомотив (вул. Семафорна, 2)
- Метеор (вул. Макарова, 27а)
- Монтажник (вул. Академіка Янгеля, 26)
- Стадіон Придніпровської ТЕС (вул. Станіславського)
- Славутич (вул. Фучика, 12-а)
- Стадіон ім. Кірова (вул. Універсальна, 10а)
- Трудові резерви (вул. Героїв Сталінграда, 23)

## Басейни
- Басейн Водних видів спорту комплексу стадіону Метеор,
- Басейн Академії будівництва і архітектури (вул. Чернишевського, 24)
- Басейн Індустріального технікуму (просп. Калініна, 102а)
- Басейн Медичної академії (вул. Севастопольська, 17)
- Басейн Національного університету залізничного транспорту (вул. Академіка Лазаряна, 2, студмістечко)
- Басейн Фінансової академії (вул. Аржанова, 12)
- Палац спорту ДНУ (вул. Казакова, 24а)
- басейн інституту фізкультури

## Інші споруди
- Палац спорту «Метеор»
- Веслувальний канал
- Авіаклуб в аеропорту Кам'янка

## Криті спортивні зали
- Льодовий палац спорту
- Спортзал Академії будівництва і архітектури